# María Acosta
María José Acosta Acosta (26 de noviembre de 1991), es una luchadora venezolana de lucha libre. Compitió en dos Campeonatos Mundiales, logró la 19.ª posición en 2014. Consiguió una medalla de bronce en los Juegos Panamericanos de 2015 y en los Juegos Centroamericanos y del Caribe de 2014. Tercera en Campeonato Centroamericano y del Caribe en 2014. Obtuvo el quinto lugar en los Juegos Suramericanos de 2014. En el 2015 y 2016 subió al escalón más bajo del podio en Campeonato Panamericano.